# Y Centauri

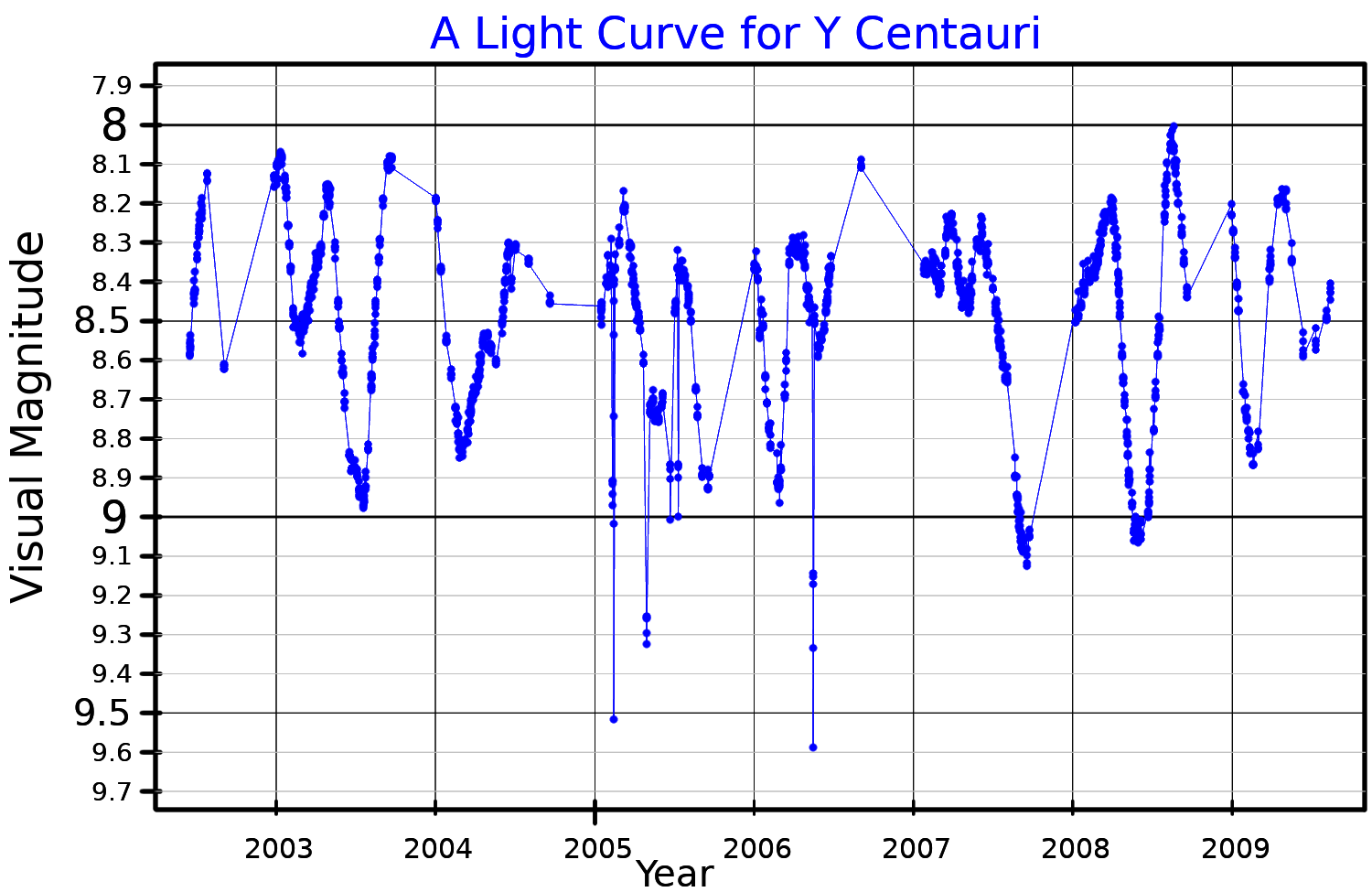
Curva de luz (banda visual) de Y Centauri

Y Centauri é uma estrela variável na constelação de Centaurus, apenas 6 minutos de arco a sul da borda com a constelação de Hydra. Uma variável semirregular, sua magnitude aparente visual já foi observada variando entre 8,9 e 10,0 com um possível período de 180 dias. Um estudo dos dados fotométricos obtidos pelo satélite Hipparcos encontrou uma amplitude menor de 0,2 magnitudes com uma magnitude visual média de 8,53. Classificada com um tipo espectral de M7/8III, Y Centauri é uma estrela gigante fortemente avermelhada com uma temperatura efetiva de apenas 2 900 K.
O catálogo Hipparcos original, publicado em 1997, identificou Y Centauri como uma estrela binária, detectada a partir de mudanças no centro fotométrico do sistema conforme a primária varia em luminosidade. Uma reanálise desses dados refutou essa classificação para um grande número de estrelas, incluindo Y Centauri, concluindo que o aparente deslocamento do centro fotométrico é apenas um artefato causado pela mudança de cor das estrelas variáveis. Com o reprocessamento dos dados, a paralaxe de Y Centauri, originalmente dada como 3,15 ± 1,29 milissegundos de arco (mas), foi re-estimada para 5,57 ± 1,26 mas, o que corresponde a uma distância menor de 180 ± 43 parsecs (587 ± 140 anos-luz) da Terra. O segundo lançamento do catálogo Gaia lista para esta estrela uma paralaxe de 4,45 ± 0,27 mas, intermediária entre os dois valores anteriores, o equivalente a uma distância de 225 ± 14 parsecs (733 ± 45 anos-luz). O terceiro lançamento dos dados da sonda Gaia não lista uma paralaxe para esta estrela.